# Marcus Popillius Laenas (consul en -139)
Pour les articles homonymes, voir Popillius Laenas.
Marcus Popillius Laenas est un homme politique de la République romaine qui occupe le consulat en 139 av. J.-C.

## Famille
Il est membre de la gens des Popillii Laenates. Son père, Marcus Popillius Laenas, est consul en 173 av. J.-C. Il a au moins un fils, Marcus Popillius Laenas qui a probablement occupé des fonctions de commandement en Asie.

## Biographie
Le début de sa carrière est peu connu. En 154 av. J.-C., il est l'un des délégués envoyés auprès des Liguriens pour examiner les reproches des Massaliotes. En 146 av. J.-C., il appartient à la délégation envoyée à Corinthe jusqu'à l'envoi de Lucius Mummius qui prend et détruit la ville,.
En 139 av. J.-C., il devient consul puis proconsul de la province d'Hispanie citérieure entre 139 et 138 av. J.-C. Il laisse son nom à une porte de l'enceinte de Carthagène, la porte Popillia,. Son prédécesseur au commandement militaire, Quintus Pompeius, a conclu un traité avec les habitants de Numance, dernière ville à résister aux Romains dans la région, ayant abouti à leur capitulation inconditionnelle, ce qui leur a toutefois été caché. Lorsque Popillius exige d'eux la livraison des armes, ils refusent et envoient une délégation à Rome. Le Sénat ayant décidé de poursuivre la guerre, Popillius lance l'assaut sur les murs des Numantiens, mais il subit des pertes. Il renforce alors l'armée de Quintus Servilius Caepio en Lusitanie.
En 137 av. J.-C., il est remplacé par Caius Hostilius Mancinus à la tête de l'Hispanie citérieure. Après cela, plus rien n'est connu de lui. Sa présence est attestée en Grèce où il est honoré dans une inscription trouvée en Magnésie.